# Betton
Betton is een gemeente in het Franse departement Ille-et-Vilaine, in Bretagne. De gemeente telde 12.775 inwoners op 1 januari 2022.
Er ligt station Betton.

## Geschiedenis
In de streek woonde voor onze jaartelling de Gallische stam van de Riedones, die hun hoofdstad hadden in Rennes. De Romeinse weg tussen Rennes en Avranches (Chemin de la Reine) liep door de gemeente. Uit deze tijd werden sporen van Gallo-Romeinse gebouwen en een geldschat gevonden.
In de vroege middeleeuwen werd er een klooster gebouwd in Betton dat later een benedictijner klooster werd. Er werden een feodaal kasteel en een parochiekerk gebouwd. In 1590 tijdens de burgeroorlog rond de Heilige Liga werd de parochiekerk afgebrand. Daarna deed de kerk van de benedictijner priorij dienst als parochiekerk. Tussen 1870 en 1874 werd een nieuwe kerk gebouwd in neoromaanse stijl.

## Geografie
De oppervlakte van Betton bedroeg op 1 januari 2022 26,73 vierkante kilometer; de bevolkingsdichtheid was toen 477,9 inwoners per km².
De Ille, grotendeels gekanaliseerd als het het kanaal Ille-et-Rance, en de Illet stromen door de gemeente en ook de beken Quincampoix en La Boulière. Een deel van het bos Forêt de Rennes ligt in de gemeente.
De onderstaande kaart toont de ligging van Betton met de belangrijkste infrastructuur en aangrenzende gemeenten.

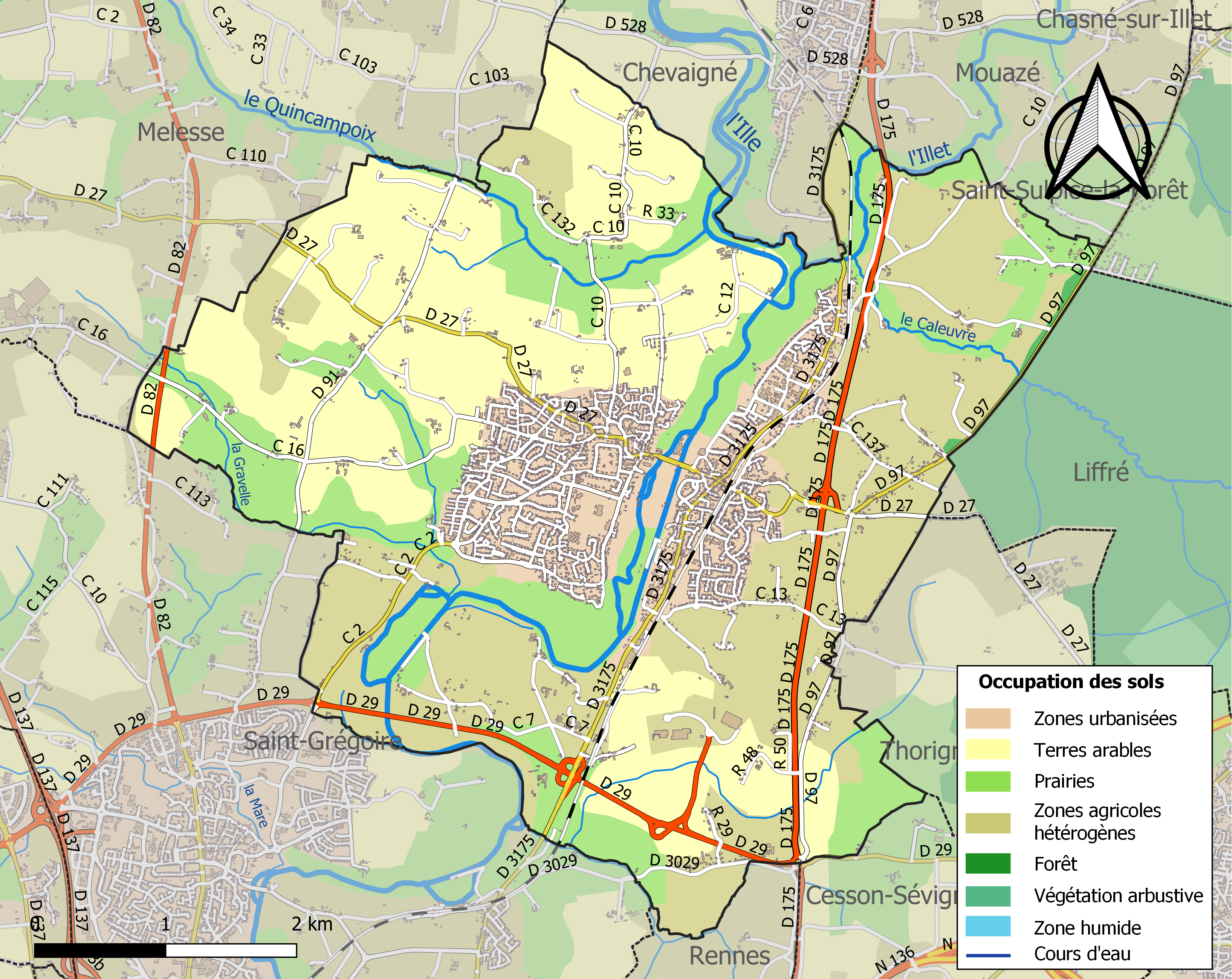

## Demografie
Onderstaande figuur toont het verloop van het inwonertal, bron: INSEE-tellingen. 